# Colli di Faenza rosso riserva
 (mars 2023).
Si vous disposez d'ouvrages ou d'articles de référence ou si vous connaissez des sites web de qualité traitant du thème abordé ici, merci de compléter l'article en donnant les références utiles à sa vérifiabilité et en les liant à la section « Notes et références ».
Le Colli di Faenza rosso riserva est un vin rouge de la région Émilie-Romagne doté d'une appellation DOC depuis le 4 août 1997. Seuls ont droit à la DOC les vins récoltés à l'intérieur de l'aire de production définie par le décret. 
Les vignobles autorisés se situent en province de Ravenne dans les communes de Brisighella, Casola Valsenio, Riolo Terme, Faenza et Castel Bolognese ainsi que dans les communes Modigliana et Tredozio en province de Forlì-Cesena.
Le vin rouge du Colli di Faenza rosso riserva répond à un cahier des charges plus exigeant que le Colli di Faenza rosso, essentiellement en relation avec un vieillissement de 2 ans.

## Caractéristiques organoleptiques
- Couleur: rouge rubis intense
- Odeur : agréable, herbacé
- Saveur: sec, plein, légèrement tannique

Le Colli di Faenza rosso riserva se déguste à une température de 14 à 16 °C et il se garde 3 – 4 ans.

## Production
Province, saison, volume en hectolitres :
- pas de données disponibles